# Classica Sarda Sassari-Cagliari
A Classica Sarda Sassari-Cagliari é uma competição de ciclismo italiana disputada em Sardenha. Foi criada em 2010 e faz parte da UCI Europe Tour desde a sua criação em categoria 1.1. Em 2010, disputa-se baixo o nome de Classica Sarda Olbia-Pantogia.

## Palmarés
| Ano  | Vencedor          | Segundo        | Terceiro          |
| 2010 | Giovanni Visconti | Fabio Sabatini | Geoffroy Lequatre |
| 2011 | Pavel Brutt       | Emanuele Sella | Peter Sagan       |